# Portland (Maine)
Portland je město ležící na jihu státu Maine ve Spojených státech amerických. Aglomerace města má víc než půl milionu obyvatel a bydlí zde přibližně jedna třetina obyvatel státu Maine. Zajímavým místem je čtvrť starého přístavu, která je spolu s moderním přístavem města častým cílem turistů. Portland v Oregonu byl pojmenován po Portlandu v Maine.

## Dějiny
Prvním evropským osadníkem byl anglický kapitán Christopher Levett, který v roce 1623 získal od anglického krále 24 km² půdy v zálivu Casco a postavil prvních deset domů pro kolonisty. Tato kolonizace se ale nezdařila. První stálí obyvatelé přišli v roce 1633 a založili rybářskou vesnici Casco. Vesnice byla několikrát zničena útoky indiánských kmenů. Na konci 18. století dostala vesnice jméno Portland a rozvíjela se jako obchodní centrum. V roce 1820 vznikl stát Maine a Portland se stal jeho hlavním městem, v roce 1832 bylo ale hlavní město přeloženo do Augusty. V roce 1853 po dostavění železnice do Montrealu se Portland stal jedním z hlavních nezamrzajících vývozních přístavů pro Kanadu, později jeho roli převzal přístav Halifax v Novém Skotsku. Ve městě byl založen závod na výrobu lokomotiv. V devadesátých letech 20. století začala revitalizace starého přístavu, která přinesla nové impulzy pro rozvoj města. Vysoká škola Maine College of Art přitahuje studenty z celých Spojených států.

## Ekonomika
Portland je hospodářsky nejdůležitějším městem státu Maine, má největší přístav, nejvíc obyvatel a nachází se v těsné blízkosti Bostonu. Ekonomika města je v současné době nejvíce zaměřena na služby. Příjmy obyvatel jsou nad průměrem státu Maine.

## Rankingy města
- Podle časopisu Bon Appétit mělo město v roce 2009 nejlepší kuchyň mezi malými městy USA.
- Podle magazínu Forbes byl Portland v roce 2009 „nejlepším americkým městem pro život“.
- Podle časopisu Frommer's byl v roce 2007 na dvanáctém místě mezi "Top Travel Destinations".
- Podle Inc. Magazine byl v roce 2006 na dvacátém místě měst, které prožívají největší rozmach ekonomiky.
- V roce 2005 bylo na 15. místě mezi městy, kde je nejlepší podnikatelské klima "Top Places for Doing Business", podle Milken Institute.